# Marcin Załuski (1700–1768)
Marcin Załuski herbu Junosza (ur. 15 listopada lub 30 kwietnia 1700 w Jedlance, zmarł 11 lipca 1768 w Warszawie) – polski duchowny katolicki, biskup sufragan płocki w 1732 roku, dziekan katedralny płocki, sekretarz wielki koronny w latach 1732–1752, opat komendatoryjny sulejowski w 1760 roku, kantor krakowskiej kapituły katedralnej w latach 1747–1763, kanonik krakowskiej kapituły katedralnej prebendy Rosiewska od 1692 roku, jezuita.

## Życiorys
Syn Aleksandra Józefa Załuskiego i Teresy z Podkańskich. Brat Andrzeja Stanisława Załuskiego i Józefa Andrzeja Załuskiego. Początki edukacji zdobywał w kolegiach jezuickich w Kaliszu i Braniewie. W 1714 został scholastykiem płockim dzięki pomocy swojego stryja Ludwika Bartłomieja Załuskiego. W 1715 wstąpił do zakonu Jezuitów, pierwsze śluby złożył w 1717 Kształcił się w Słucku (1717-1718), na Akademii Wileńskiej (1718-1721) w Rzymie (1722-1723), gdzie studiował teologię oraz we Florencji, gdzie zdobył wykształcenie prawnicze. W 1723 opuścił zakon jezuitów, zapewne pod wpływem rodziny, która wolała, aby otrzymał wyższe godności kościelne. Od 1725 był dziekanem kapituły płockiej. 7 maja 1732 prekonizowany na biskupa pomocniczego płockiego dzięki wsparciu swojego brata Andrzeja Stanisława Załuskiego będącego ówcześnie ordynariuszem płockim. Był także opatem komendatoryjnym sulejowskim i sekretarzem koronnym. Był członkiem konfederacji generalnej zawiązanej 27 kwietnia 1733 roku na sejmie konwokacyjnym. Podczas bezkrólewia w 1733 opowiedział się za kandydaturą Stanisława Leszczyńskiego, u którego boku przebywał do 1736 w Królewcu. W 1765 zrzekł się godności kościelnych i powrócił do zakonu jezuitów. Rezydował w Kobyłce, w domu misyjnym koło ufundowanego przez siebie kościoła, tam też został pochowany. Kryptę z jego grobem odnaleziono przypadkiem w 2006 roku.